# 鈴木雅洲
鈴木 雅洲（すずき まさくに、1921年（大正10年）5月21日 - 2015年（平成27年）11月23日）は、日本の産婦人科医、東北大学名誉教授。仙台市青葉区出身。
東京帝国大学医学部卒。1955年東北大学より医学博士の学位を取得。東北大学医学部産婦人科教室、1964年新潟大学医学部教授、1970年東北大学医学部教授。1983年日本で初めて体外受精児の誕生に成功、1992年顕微鏡下での授精による出産を成功させる。1985年東北大退官、名誉教授、小山市民病院院長、1986年スズキ病院（現・スズキ記念病院）院長。
2015年、「ヒト体外受精・胚移植の確立と普及に関する研究」により日本学士院賞を受賞。

## 著書
- 『妊娠と内科疾患』金原出版、1966 新臨床医学文庫
- 『産婦人科X線診断図譜』金原出版、1969
- 『産科学入門』南山堂、1970
- 『婦人科学入門』南山堂、1974
- 『体外受精 成功までのドキュメント』共立出版、1983
- 『鈴木雅洲教授の不妊症と体外受精』主婦の友社、家庭の医学シリーズ、1991

### 共編著
- 『リンパ系造影法の臨床』編 医学書院、1965
- 『出生前の医学 先天異常の基礎と臨床』村上氏広、馬場一雄共編 医学書院、1968
- 『現代産科婦人科学大系』全20巻 坂元正一、倉智敬一共編集 中山書店、1970-76
- 『産婦人科医のための医学エレクトロニクス』編集 南江堂、1973
- 『超音波と妊娠』村中篤共編 診断と治療社、1974
- 『産婦人科診療図譜』全4巻　共編集 金原出版、1980-82
- 『産婦人科薬物療法』編 南江堂、1981
- 『周産期脈波学』三上正俊共編集 東京医学社、1982
- 『妊娠中毒症の病態と管理 今日の視点』須川佶共編 同朋舎出版、1982
- 『臨床胎児医学』馬場一雄共編集 東京医学社、1982
- 『奇形 早期発見と出生後の対策』編集企画 金原出版 産婦人科mook、1983
- 『女性と浮腫』編著 同朋舎出版、1983
- 『新生児救急医療ハンドブック』和田義郎共編集 南江堂、1984
- 『体外受精・胚移植 基礎と臨床』編 金原出版、1985
- 『臨床助産学』五十嵐正雄、南野知恵子、前原澄子共編 南江堂、1985

## 参考
- コトバンク